# Aitana Sánchez-Gijón
Aitana Sánchez-Gijón (Rome, 5 november 1968) is een Spaanse actrice.

## Levensloop en carrière
Sánchez-Gijón maakte haar filmdebuut in 1986. In 1995 speelde ze samen met Javier Bardem de hoofdrol in Boca a Boca. In datzelfde jaar volgde een hoofdrol in de Engelstalige film A Walk in the Clouds naast Keanu Reeves. In 2004 acteerde ze in La puta y la ballena.

## Filmografie (selectie)
- 1995 - A Walk in the Clouds
- 1995 - Boca a boca
- 1997 - La femme de chambre du Titanic
- 1999 - Volavérunt
- 2004 - The Machinist
- 2004 - La puta y la ballena
- 2007 - Oviedo Express
- 2014-2016 - Velvet
- 2021 - Madres paralelas